# アラブ反乱旗
アラブ反乱旗（アラブはんらんき）は、第一次世界大戦中、オスマン帝国からのアラブ人の独立およびアラブ統一国家建国のために行われたアラブ反乱の時に、フサイン・イブン・アリーなどアラブ民族主義者が用いた旗である。
以来この旗はアラブ人解放のシンボルとなり、旗に用いられた黒、白、緑、赤の四色は「汎アラブ色」として、現在多くのアラブ諸国の旗のモチーフとなっている。
ヒジャーズ旗ともいわれる。

## 由来
黒はアッバース朝またはムハンマド、白はウマイヤ朝、緑はファーティマ朝、赤はハワーリジュ派またはハーシム家を表している。
また、オスマン帝国と決別するためオスマン帝国が使用していた三日月と星を使用せずにヨーロッパ風の旗を使用したとされる。
ヒジャーズ王国が最初にこの旗の色を国旗として使用し、今ではアラブ民族のナショナリズムと団結の象徴としてアラブ世界の多くの国の国旗として使われている。

## 現在使用されている国旗

アラブ首長国連邦
イエメン共和国
イラク共和国
エジプト・アラブ共和国
クウェート国
シリア・アラブ共和国
スーダン共和国
ヨルダン・ハシミテ王国
リビア国

### 未承認国家

サハラ・アラブ民主共和国
ソマリランド共和国
パレスチナ国